# Gamaliel II

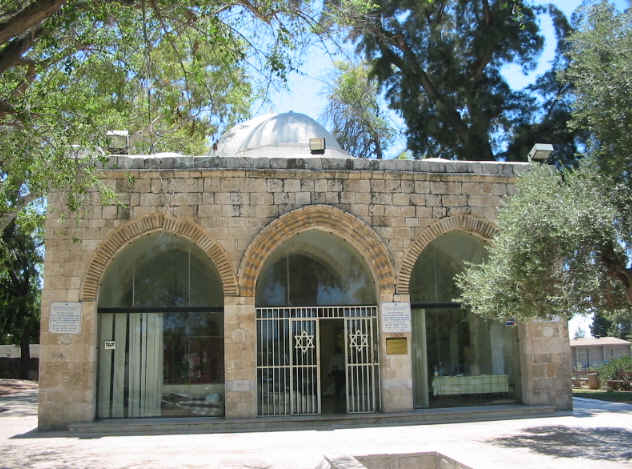
Mausolée où reposerait Rabban Gamliel de Yavné ; jusqu’en 1948, cette tombe mamelouke bâtie en 1293 n’était connue que comme le Mausolée d’Abu Huraira.

Rabban Gamliel de Yavné (hébreu : רַבַּן גַּמְלִיאֵל דְּיָבְנֶה Rabban Gamliel deYavne « Notre maitre Gamliel de Yavné ») ou Gamaliel II est un rabbin judéen ayant vécu à la charnière des deux premiers siècles de l’ère commune. Nommé vers 80 à la tête de l'assemblée de Yavné qui a succédé au Sanhédrin de Jérusalem, il meurt vers 138-140.

## Éléments biographiques
Gamliel de Yavné est le fils de Siméon et le petit-fils de Gamliel l'Ancien. Son grand-père était un membre du Sanhédrin et son père a été l’un des meneurs de la Grande Révolte contre Rome. Il a été exécuté en tant que tel mais le principal dirigeant spirituel de l’époque, Yohanan ben Zakkaï, aurait obtenu le pardon pour sa famille auprès de Vespasien. La famille de Gamliel devient importante à partir de la période de Yavné. Elle semble être indépendante des partis d'Hillel ou de Shammaï, même si des traditions plus tardives font de Gamliel I le petit-fils d’Hillel. Bien qu'il n'appartienne pas à l'école de Hillel, Gamliel est choisi par Yohanan ben Zakkaï pour lui succéder à la direction de l'académie de Yavné environ dix ans après la chute du Temple (ca. 80-85).
Il semble être le premier à recevoir le titre de nasi (« prince », souvent traduit par « président » ou « patriarche »). Il préside l'académie que Yohanan ben Zakkaï semble avoir transformée en « assemblée » ou « synode », dans le but de la substituer au Sanhédrin disparu dans la tourmente de la révolte de 66-74. Son élection par les rabbins est confirmée par le gouverneur romain de Syrie, bien que son père, Simon ben Gamaliel ait été l'un des chefs de la révolte. L'autorité et la légitimité nouvelles du nasi est spirituelle plus que politique. « Comme son prédécesseur Yohanan ben Zakkaï, Gamaliel a eu aussi pour tâche de fixer le calendrier, de proclamer les jours fastes, les jours de fêtes et les jours de jeûne, à laquelle s'est ajoutée celle de nommer les juges et de prononcer éventuellement des anathèmes à l'égard de ceux des Judéens jugés comme déviants ou apostats. » Simon Claude Mimouni souligne que l'autorité et la légitimité de Gamaliel, « comme celles de son prédécesseur, n'ont cependant pas dépassé les confins du « mouvement des rabbins ». »
À l'époque de Rabban Gamaliel :
- les Nazaréens (notzrim) sont considérés comme une secte hérétique ;
- la Pâque juive (Pessa'h) peut être fêtée sans offrir le traditionnel sacrifice de l'agneau pascal (du fait de la destruction du second temple de Jérusalem) et un nouveau texte, la Haggada, explique et accompagne le rituel du soir de la Pâque ;
- l'étude devient l'activité la plus importante de la vie juive.

À la fin du règne de l'empereur romain Domitien (v. 95-96), il séjourne à Rome à la tête d'une délégation de l'académie de Yabneh, « peut-être pour prévenir une action contre les Judéens de la part de cet empereur (Talmud de Babylone, 39a, 90b-91a ; Midrash, Shemoth Rabba 30). »
C'est un dirigeant controversé, qui n'hésite pas à anathématiser son beau-frère, Rabbi Eliezer ben Hyrcanus, lorsque celui-ci, certain de son droit, refuse de se plier à l'avis de la majorité qu'il estime faux, ni à humilier Rabbi Yehoshoua ben Hanania lors d'une discussion sur la fixation du calendrier. Il est alors déposé par les sages de Yavné. Dans ce conflit, Rabbi Akiva représente la voie de la modération. Les membres de l'académie envisagent d'élire Rabbi Akiva pour remplacer Gamaliel, mais finalement ils choisissent Éléazar ben Azariah dans des conditions énigmatiques et dramatiques. Selon le Talmud, ce qui aurait pesé dans la décision des sages serait les origines prosélytes de Rabbi Akiva. Gamaliel est ensuite renommé à la charge de nasi, probablement après l'échec de la révolte de Bar Kokhba (135). « Il est possible que ces controverses cachent des oppositions plus radicales entre l'école de Hillel, à laquelle appartiennent R. Eliezer ben Hyrcanus, R. Yehoshoua ben Hanania et R. Éléazar ben Azariah » d'une part et Gamaliel « dont la filiation spirituelle — sur laquelle on ne sait rien — ne relève pas de l'école de Hillel. » Une fois réintégré, il n'hésite pas, en représailles, à interdire de rapporter un quelconque enseignement au nom de Rabbi Meïr ou Rabbi Nathan qui ont instigué la révolte. Cet interdit fut, doux euphémisme, peu respecté.  Il lutte contre les Juifs chrétiens et lance un anathème contre Rabbi Yehoshoua ben Hanania, pour une hypothétique sympathie à l'égard du message de Jésus de Nazareth (Talmud Houllin II, 24 ; Talmud de Babylone Abodah Zarah 16b-17a ; Midrash Qohelet Rabba I, 8, 3).
Gamaliel est un personnage important du « mouvement des rabbins ». Les écrits juifs ont surtout retenu qu'il a œuvré à la conservation des traditions anciennes et qu'il a pris certaines décisions en matière de calendrier liturgique et de halakha. C'est lui par exemple qui est à l'origine de la récitation trois fois par jour de la prière des « dix-huit bénédictions » (Shemoneh-'esreh) édictée par Shim'on haPaqoli et de l'amélioration ou la composition de la « Bénédiction des hérétiques » (Birkat ha-Minim) composée par Samuel ha-Katan (Talmud de Babylone Berakhot 28b ; Megillah 17b).
Un des fils de Gamaliel, Shimon ben Gamliel II préside à son tour le Sanhédrin, qui s'est reconstitué en Galilée après la défaite de la Révolte de Bar Kokhba et l'expulsion des Juifs d'une grande partie de la Judée (135).
Rabban Gamliel nous a également laissé ce principe, qui dicta son existence (Traité Shabbat 151b) : « Quiconque a pitié des autres, le Ciel aura pitié de lui; quiconque n'a pas de pitié pour les autres, le Ciel n'aura pas de pitié pour lui. »

## Tradition
À ses funérailles le célèbre prosélyte Aquila (Aquila de Sinope ou Onkelos) aurait relancé ce qui est présenté comme une ancienne coutume : brûler des matériaux coûteux d'une valeur de soixante mines. Pour sa part, Gamaliel avait donné comme directive que son corps devait être enveloppé dans le linceul le plus simple possible. Par là, il voulait faire échec à l'extravagance qui était devenue la règle de l'ordonnance des obsèques, et son but a été atteint ; son exemple est devenu la règle. C'est aussi devenu la coutume de lui rendre hommage dans les paroles de consolation adressées aux pleureuses.